# Funció de flux

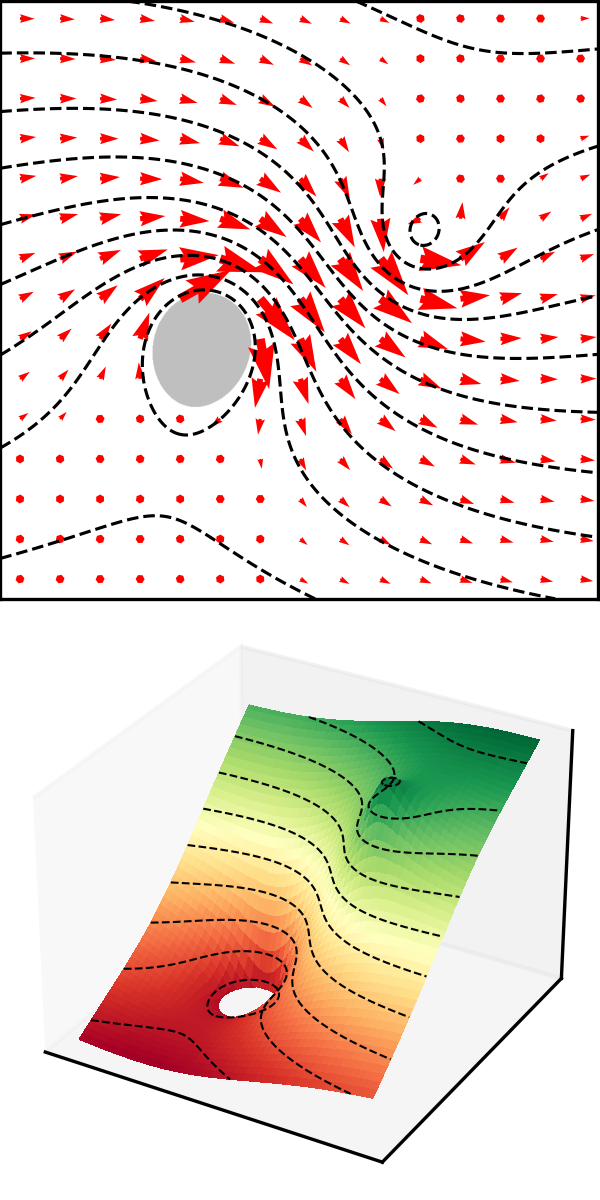
Per a un camp vectorial de velocitat de flux incompressible (vermell, a dalt), les seves línies de corrent (puntuals) es poden calcular com els contorns de la funció de corrent (a baix).

En dinàmica de fluids, es defineixen dos tipus de funcions de corrent (o funcions de corrent):
- La funció de corrent bidimensional (o de Lagrange), introduïda per Joseph Louis Lagrange el 1781, es defineix per a fluxos incompressibles (sense divergència) i bidimensionals.
- La funció de corrent de Stokes, anomenada així en honor a George Gabriel Stokes es defineix per a fluxos tridimensionals incompressibles amb simetria axial.[1]

Les propietats de les funcions de flux les fan útils per analitzar i il·lustrar gràficament fluxos.
La resta d'aquest article descriu la funció de flux bidimensional.
La funció de corrent en física, especialment en mecànica de fluids, és una funció definida per a fluxos de diferents tipus. Dóna el paràmetre del component no divergent de qualsevol camp de velocitats el valor del qual és constant al llarg de cada línia de corrent.
Per tant, es pot utilitzar per representar les línies de corrent d'un fluid, corresponents a les trajectòries de les partícules en un flux estacionari. Les línies de corrent són corbes tals que la funció de corrent és constant. La diferència entre els valors de la funció de corrent en 2 punts representa el flux de volum a través d'una línia que connecta aquests 2 punts. Per al flux potencial (irrotacional), la funció de corrent es pot combinar amb el potencial de velocitat per formar el potencial complex.

## Definició
Com que les línies de corrent són tangents al camp vectorial de velocitat del flux, la funció de corrent manté un valor constant al llarg de la línia de corrent. La utilitat de les funcions de corrent rau en el fet que les components x i y del vector velocitat en un punt donat vénen donades per les derivades parcials de la funció de corrent en aquest punt. Es pot definir una funció de flux per a qualsevol flux en un espai afí de dimensió 2 o superior. Cal tenir en compte que el cas bidimensional és el més senzill d'estudiar. Pel que fa a les línies de corrent bidimensionals, la funció de corrent en si mateixa {\displaystyle \psi } es pot considerar com una superfície paramètrica en un espai tridimensional definit per :
{\displaystyle \left\{{\begin{matrix}x(u,v)&=&u\\y(u,v)&=&v\\z(u,v)&=&\psi (u,v)\\\end{matrix}}\right.}
Les línies de corrent es defineixen per {\displaystyle z(u,v)=Cte}. Aquestes són les línies de nivell de la superfície esmentada. Si hi hagués un flux a través d'una línia de corrent, aquesta línia de corrent no seria tangent a la línia de corrent i, per tant, no seria una línia de corrent, per tant, hi hauria una contradicció.
{\displaystyle (x,y,\psi )} on la línia de corrent es defineix per {\displaystyle \psi =Cnt}.
En 2 dimensions, la funció de corrent acoblada al potencial de velocitat es pot utilitzar per definir un potencial complex. En altres paraules, la funció de corrent correspon a la part solenoidal d'una descomposició de Helmholtz bidimensional, mentre que el potencial de velocitat correspon a la part irrotacional d'aquesta descomposició.

## Funció de corrent bidimensional

### Definició estàndard

El flux volumètric a través de la superfície de prova que connecta els punts A i

El signe de la funció de flux depèn de la definició utilitzada.
Es suposa que el flux és clarament subsònic. O bé {\displaystyle {\vec {w}}=u{\vec {i}}+v{\vec {j}}} el camp de velocitat. Considerem el camp complex de velocitats {\displaystyle w=u+iv} i definim {\displaystyle \zeta =x+iy}. Definim {\displaystyle z=-i\zeta }. Com {\displaystyle \nabla {\vec {w}}=0}, la funció w(z) és holomorfa. Aplicant el teorema integral de Cauchy, existeix una funció complexa {\displaystyle \Psi (z)} com ara:
{\displaystyle w(z)={d\Psi (z) \over dz}}
O bé {\displaystyle \psi (z)} la part real de {\displaystyle \Psi }. En coordenades cartesianes, tenim aleshores :
{\displaystyle u={\frac {\partial \psi }{\partial y}},\qquad v=-{\frac {\partial \psi }{\partial x}}}

### Definició amb signe oposat
Una definició que s'utilitza habitualment en meteorologia i oceanografia és invertir el signe de {\displaystyle \psi } i escriure:
{\displaystyle u=-{\frac {\partial \psi }{\partial y}},\qquad v={\frac {\partial \psi }{\partial x}}}